# Абу-Грейб
Абу-Грейб, или Абу-Грайб (араб. أبو غريب‎) — город в Ираке, расположенный в 20 км к западу от Багдада. Население 189 000 человек (2003 г.).
Город стал печально знаменит благодаря расположенной в нём тюрьме, где американские военнослужащие пытали, насиловали и извращённо издевались над теми, кто попадал под подозрение в террористической деятельности, включая женщин, мужчин и подростков.